# Canasta

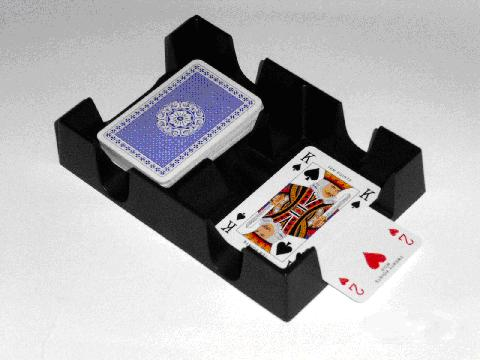
Een zogenaamde Canasta-'mand'.

Canasta (Spaans voor 'mandje', in de Rotterdamse volksmond ook Canava genoemd) is een kaartspel voor twee, drie of vier spelers. Bij vier deelnemers spelen de twee tegenover elkaar zittende spelers samen. Geheugen, logica, vooruitdenken, psychologie en misleiding spelen een belangrijke rol. Er is ook een variant voor zes spelers waarbij met meer kaarten wordt gespeeld.
Volgens Philip E. Orbanes in The Canasta Story werd canasta in 1939 ontwikkeld door de advocaat Segundo Santos en zijn bridgepartner, de architect Alberto Serrato, bij de Jockey Club in Montevideo. Het spel verspreidde zich al snel over Uruguay en Argentinië in het begin van de jaren veertig. Josefina Artayeta de Viel bracht het naar New York, en via de Verenigde Staten bereikte het spel Groot-Brittannië en de rest van Europa. In de jaren vijftig was canasta naast bridge het meest gespeelde kaartspel.
Er zijn verschillende spelregels in gebruik. Indien voor het eerst met andere mensen wordt gespeeld, wordt het aangeraden eerst de spelregels door te nemen om onduidelijkheden te voorkomen. Aanbevolen wordt om te spelen volgens de “Laws of Canasta” van de New York Regency Club, die al bestaan sinds 1950. Deze klassieke variant is wereldwijd het meest verbreid. Deze wordt hierna beschreven, alsmede enkele in gebruik zijnde afwijkende varianten.

## Doel
Per spelronde worden de punten genoteerd. Doel van het spel is het behalen van zo veel mogelijk punten door het op tafel leggen van sets en canasta’s of het uitbreiden van sets op tafel. De partij die het eerst 5000 punten heeft bereikt, wint de match, die meestal uit meerdere spelrondes bestaat. Als meerdere partijen 5000 punten bereiken, wint de hoogste. Het hoofddoel van een spelronde is dus niet om uit te gaan, maar om zoveel mogelijk punten te maken. Pas als je de onderliggende partij bent en de tegenstanders dreigen meerdere canasta’s te maken, is snel uitgaan een goede verdediging. Verder is het voordelig om snel uit te gaan als de tegenpartij nog alle kaarten in handen heeft en rode Drieën heeft (want die tellen dan minus).

## Puntentelling
- 20 punten: aas
- 10 punten: heer, vrouw, boer, 10, 9, 8
- 5 punten: 7, 6, 5, 4
- 5 punten: zwarte 3
- 100 punten: rode 3, indien op tafel, anders 100 punten aftrek
- 20 punten: 2
- 50 punten: joker
- 800 punten: alle vier de rode drieën, indien op tafel, anders 800 punten aftrek
- 500 punten: zuivere canasta (rode kaart boven)
- 300 punten: onzuivere canasta (zwarte kaart boven)

De kaarten in de canasta worden ook meegeteld.
De speler(s) die niet zijn uitgegaan, krijgen punten in aftrek. In klassiek canasta worden alleen de kaarten in de hand in mindering gebracht.
Variant (geen onderdeel van klassiek Canasta): Hand-canasta: een verzameling van 7 kaarten (al dan niet met jokers aangevuld) in de hand die in 1 keer als canasta wordt neergelegd. Deze hand-canasta geeft de dubbele punten van een tafel canasta (600 en 1000 punten).

## Canasta
Een canasta is een verzameling kaarten van dezelfde waarde, bijvoorbeeld boeren. Wanneer een verzameling van 7 stuks op tafel ligt bij een van de spelers dan is er sprake van een zuivere canasta. Een onzuivere is een verzameling van minimaal 4 kaarten van dezelfde waarde die zijn aangevuld tot 7 kaarten met behulp van jokers en/of tweeën. Als een speler een canasta heeft, maakt hij een stapel van zijn verzameling. Bij een zuivere canasta ligt een rode kaart boven. Bij een onzuivere canasta ligt de zwarte kaart boven. Deze canasta mag vervolgens niet meer ingekeken worden.

## Delen
Het spel wordt gespeeld met twee spellen kaarten inclusief jokers (2 keer 52 kaarten en 2 keer 2 jokers, dus 108 kaarten). Bij een spel met 2 personen worden 15 kaarten gedeeld; bij een spel met 3 personen worden 13 kaarten per persoon gedeeld en bij 4 deelnemers 11 kaarten per persoon. De rest van de kaarten wordt op een gesloten stapel op de tafel gelegd en vormt de stock. De bovenste kaart van de stock wordt open neergelegd en vormt het begin van de (afleg)stapel. Indien die eerste open kaart een 2, een rode 3 of een joker is, wordt deze dwars neergelegd, zoals op de foto, en wordt een nieuwe kaart van de stock gepakt en boven op de aflegstapel gelegd. Dit wordt zo nodig herhaald. 
Het is ook mogelijk om met 6 spelers te spelen in teams, dan moet gebruikgemaakt worden van 3 spellen kaarten en speelt men volgens de regels voor het spel met 4 personen.

## Verloop van het spel
Er wordt met de klok mee gespeeld. Tijdens het spelverloop komen de spelers in volgorde aan de beurt net zolang tot de spelronde is afgelopen. De speler links naast de deler is als eerste aan de beurt.

## Beurt
Een beurt van een speler houdt in dat de speler een kaart koopt, dat wil zeggen de bovenste gedekte kaart van de stock pakt of alle kaarten van de aflegstapel neemt. Dit laatste mag indien men twee of meer dezelfde kaarten als bovenop de stapel in de hand heeft en men op tafel kan komen of al op tafel is. De stapel wordt altijd in zijn geheel gepakt, inclusief eventuele uitstekende jokers en alles wat daar onder zit.
Koopt de speler een rode drie dan legt hij die direct op tafel en koopt een volgende kaart van de stock. Nadat de speler een kaart gekocht heeft, kan hij eventueel uitkomen op tafel. De beurt wordt beëindigd door het wegleggen van een kaart op de aflegstapel. Deze wordt zo gelegd dat de andere kaarten op de stapel niet zichtbaar zijn. In het geval dat een speler uitgaat, en daarmee het spel beëindigt, is de speler niet verplicht een kaart af te leggen.

## Uitkomen op tafel
Een belangrijk onderdeel van het spel is het "uitkomen op de tafel", ook "uitleggen" of "melden" genoemd. Daarbij legt de speler een of meer kaarten open voor zich op tafel. Dat moet een set zijn van ten minste 3 kaarten van dezelfde waarde. Een (pseudo)joker kan daarbij de plaats van een van de kaarten innemen. Een set moet minimaal twee gewone kaarten bevatten en mag niet meer dan drie (pseudo)jokers bevatten. Dus bijvoorbeeld 9-9-joker-joker-joker mag (in sommige varianten mag dat niet). Ook kan de speler een bijpassende kaart bij een setje van zichzelf of zijn partner aanleggen.
In sommige exotische varianten (bijvoorbeeld Sambacanasta) mag men ook sets maken van opeenvolgende kaarten van dezelfde kleur. Deze varianten zijn geen onderdeel van dit artikel.  
Het minimale aantal punten waarmee de eerste uitleg mag worden gedaan is afhankelijk van het aantal punten dat de speler gedurende de match heeft opgebouwd:
- Negatief: 15 punten >
- 0000 - 1495: 50 punten >
- 1500 - 2995: 90 punten >
- 3000 - 4995: 120 punten >

Rode drieën tellen niet mee voor het bereiken van de minimumwaarde. Eenmaal op tafel is de minimumwaarde niet meer van toepassing.
In klassiek Canasta mag men in dezelfde beurt niet eerst uit de hand op tafel gaan en pas dan de stapel pakken. Er moet altijd eerst een kaart worden gepakt. Men mag wel op tafel komen via het pakken van de stapel.
Om op tafel te mogen komen moet men ten minste de benodigde punten (zie uitkomen op tafel) kunnen leggen. Hierbij kan soms gebruik worden gemaakt van de bovenste kaart van de stapel. Afhankelijk van de gespeelde variant:
- moet men eerst volledig op tafel zijn. Pas hierna kan men in dezelfde beurt de stapel pakken.
- mag men de punten van de twee eigen kaarten (zonder jokers) optellen bij de bovenste kaart van de stapel en deze punten verder aanvullen met sets van 3 of meer kaarten in de hand. De overige kaarten in de stapel tellen niet mee voor het bereiken van de minimumwaarde. Dit is de klassieke variant van “de Laws”.

Men kan ook altijd op tafel zonder gebruik te maken van de bovenste kaart van de stapel. Men pakt dan gewoon een kaart van de gedekte stapel en gaat vervolgens op tafel.
Een speler kan de stapel pakken als hij iets met de bovenste kaart kan doen. De speler dient in het bezit te zijn van minimaal 2 gelijkwaardige kaarten of een kaart plus een joker of een 2. Ook kan een speler de bovenste kaart op de stok aansluiten bij de eigen series op tafel. 
- Voorbeeld: men heeft 2 zevens in de hand. Dan mag men een stapel met een zeven bovenop pakken.
- Voorbeeld: men heeft 4 zevens en 2 jokers op tafel liggen. Men mag een stapel met een zeven bovenop pakken en maakt zo een onechte canasta (5 zevens, 2 jokers). Dit mag ook als er al een canasta van zevens ligt (in sommige varianten mag dat niet).
- Voorbeeld: men heeft 1 zeven in de hand en een joker. Dan mag men een stapel met een zeven bovenop pakken, mits men reeds op tafel is (in sommige varianten mag dit niet).
- Aan een reeds gemaakte canasta mogen gelijke kaarten, jokers of 2'en worden toegevoegd (in sommige varianten mag dat niet).

## Rol van de kaarten

### De Rode Drie
Zij wordt niet in combinatie, maar apart neergelegd, en wel onmiddellijk als men deze kaart in de hand krijgt. Wie dus bij het geven een rode Drie krijgt, legt deze open op tafel als hij aan de beurt is en pakt dan een vervangende kaart van de stock. Hetzelfde gebeurt als iemand in zijn beurt een rode Drie van de stock pakt. Elke rode Drie wordt met 100 punten gehonoreerd; wie ze alle vier bij elkaar heeft, krijgt 800 punten. Heeft iemand aan het einde van een ronde nog geen enkele set gemeld (op tafel gelegd), worden hem voor elke Drie 100 punten, voor alle 4 Drieën 800 punten afgetrokken. Blijkt iemand aan het einde van de ronde te hebben verzuimd om een rode Drie te melden, dan krijgt hij 500 strafpunten.

### De zwarte Drie
Met het afleggen van een zwarte Drie blokkeert men de stapel voor de eerstvolgende speler. De kaart zelf is 5 punten waard en kan alleen in een set van 3 of 4 worden uitgelegd wanneer je ermee uit gaat. Het is een nuttige kaart wanneer de stapel is gegroeid is en je niet meer weet wat weg te gooien.

### Jokers
De jokers in het spel zijn, naast de jokers zelf, ook de Tweeën. De vier jokers en alle acht Tweeën zijn "wilde" kaarten, dat wil zeggen, zij kunnen in plaats van elke willekeurige kaart in een melding worden gebruikt, alleen niet voor een rode of een zwarte Drie. Als je een set op tafel legt met jokers en Tweeën dan mogen dat er niet meer dan drie zijn en je moet daarbij minstens twee gewone kaarten gebruiken.
De spelers die nog niet op tafel zijn (dat wil zeggen nog geen set hebben uitgelegd), mogen alleen de stapel pakken indien de bovenste kaart aansluit bij twee gewone kaarten in de hand. Spelers die al op tafel zijn, mogen de stapel ook pakken als de bovenste kaart aansluit bij een gewone kaart in de hand in combinatie met een wilde kaart (in sommige varianten en huisregels mag dit niet).
Met jokers en 2’en kan men ook de stapel blokkeren voor alle spelers.

## Blokkeren
Een speler heeft ook een mogelijkheid het pakken van de stapel te blokkeren. 
1. Als een speler een 2 of een joker dwars op de stapel legt, dan mag de stapel vanaf dat moment niet meer opgepakt worden met kaarten die op tafel liggen en ook niet met een kaart en een joker in de hand. De stapel mag dan alleen gepakt worden met 2 of meer gelijke kaarten in de hand. Dit blijft net zo lang geldig tot iemand de stapel daadwerkelijk kan pakken. Daarom wordt de joker of 2 in dit geval dwars op de stapel gelegd.
2. Als een speler een zwarte drie op de stapel legt, mag de volgende speler de stapel niet oppakken. De speler daarna weer wel.
3. De stapel is ook geblokkeerd als er aan het begin van het spel een rode drie of een joker of 2 is gedraaid.

Het blokkeren van de stapel is een belangrijke tactiek naarmate de stapel groeit. Een dikke stapel kan meerdere canasta’s bevatten en er is dan alles aan gelegen dat de tegenpartij die stapel niet kan pakken. Ook het afleggen van jokers of 2’en komt dan in aanmerking (want die mogen nooit worden gepakt, net zomin als zwarte drieën).

## Uitgaan
De partij die een ronde beëindigt door het spelen van zijn laatste kaart, krijgt 100 punten. De laatste kaart is dan de kaart die op de stapel wordt afgelegd. Uitgaan mag ook zonder een kaart op de stapel af te leggen. Uitgaan mag alleen door een speler (of een koppel bij vier spelers) die minstens één canasta op tafel heeft liggen of met zijn laatste kaart de benodigde canasta maakt.
Bij ontbreken van een canasta moet een speler steeds ten minste één kaart in de hand houden. Dit kan tot gevolg hebben dat een speler in zijn beurt geen kaart kan afleggen. De tegenpartij mag deze speler dan laten aantonen dat hij ook met zijn laatste kaart geen canasta kan maken, zo nodig door deze kaart te laten zien. Want anders moet hij uitgaan (het is soms nadelig te moeten uitgaan, namelijk als je de bovenliggende partij bent met sets die nog canasta’s kunnen worden). In sommige varianten is het niet afleggen van een kaart in deze situatie niet rechtmatig, de speler moet dan anders spelen.
Een bijzondere regel is nog dat een speler die nog maar één kaart in de hand heeft, niet de stapel mag pakken als die maar uit één kaart bestaat. Dit maakt het voor de tegenpartij mogelijk om de stapel te pakken en vervolgens veilig een kaart af te leggen die anders zou kunnen worden toegevoegd aan een set op tafel van de tegenpartij. Dat mag dan niet. Deze regel geldt niet als de stapel uit meerdere kaarten bestaat!
Bij het uitgaan mag wel een setje van 3 of 4 zwarte drieën worden afgelegd. (In sommige varianten mag dit niet).
De punten op tafel worden per persoon geteld. Een zuivere canasta is 500 punten waard, een onzuivere 300. De zwarte drie telt bij het tellen van de kaarten mee voor de normale kaartwaarde van 5 punten (voor kaarten tussen de 3 en de 7) plus uiteraard de 100 punten per rode 3.
De personen die niet hebben uitgemaakt, hebben dus nog kaarten in de hand. De waarde van die kaarten wordt afgetrokken van hetgeen al op tafel ligt. Als de verliezer nog niets op tafel heeft, wordt alles dus als negatieve score genoteerd.
Verborgen uitgaan: een speler die alle kaarten in zijn hand in een keer kan uitleggen, inclusief een canasta, verdient 100 punten extra. Deze speler mag daarbij geen gebruik maken van sets die partner al heeft uitgelegd.
In de Britse versie bestaat de regel van "acabar". Een speler kan in zijn beurt het spel per direct beëindigen door het roepen van "acabar" (Spaans voor 'einde'), De tegenpartij krijgt daarmee 1500 punten en de eigen partij niets.
Het kan gebeuren dat de stock is uitgeput en er nog niemand uit is. In dat geval gaat het spel verder zolang de speler die aan de beurt is de stapel rechtmatig pakt. Zodra een speler de stapel (die in deze fase dus uit één kaart bestaat) niet pakt eindigt het spel en wordt de score opgemaakt. In dit stadium van het spel is een speler bovendien verplicht om de stapel te pakken als hij de bovenste kaart kan toevoegen aan een eigen set of canasta op tafel. Deze verplichting geldt ook voor de speler die nog maar één kaart in de hand heeft en eigenlijk de stapel niet mag pakken omdat die maar uit één kaart bestaat. Deze uitzondering maakt het mogelijk dat deze speler alsnog uitgaat (mits hij een canasta heeft).
Als de laatste kaart van de stapel een rode Drie is eindigt de speelronde. De speler die deze trekt mag nog kaarten uitleggen, maar hij mag geen kaart afgooien en hij krijgt geen bonus voor uitgaan.

## Spelen met partners
Wanneer je met 4 spelers speelt, speel je altijd met de partner die tegenover je zit. De regels worden dan iets anders.
- Je begint met 11 kaarten
- Als de partner op tafel is de andere partner ook op tafel
- De kaarten op tafel zijn van beide partners, inclusief rode drieën. Men mag dus bij kaarten van de partner bijleggen.
- Men mag als men uit wil gaan, aan de partner vragen of dit mag. Het antwoord is bindend.